# Parvivirga
Parvivirga es un género de bacterias grampositivas de la familia Anaerosomataceae. Actualmente contiene una sola especie: Parvivirga hydrogeniphila. Fue descrito en el año 2023. Su etimología hace referencia a bacilo pequeño. El nombre de la especie hace referencia a amante del hidrógeno. Es anaerobia estricta, inmóvil y termófila. Catalasa y oxidasa positivas. Tiene un tamaño de 0,12-0,18 μm de ancho por 0,5-1 μm de largo. Temperatura de crecimiento entre 25-70 °C, óptima de 47-60 °C. Tiene un genoma de 1,84 Mpb y un contenido de G+C de 67,7&. Se ha aislado en agua mineral superficial en un depósito en Stavropol Krai, Rusia. 